# Топениш (Вашингтон)
Топениш (енгл. Toppenish) град је у америчкој савезној држави Вашингтон. По попису становништва из 2010. у њему је живело 8.949 становника.

## Демографија
Према попису становништва из 2010. у граду је живело 8.949 становника, што је 3 (0,0%) становника више него 2000. године.
| Група             | 2000.         | 2010.         |
| Белци             | 1.398 (15,6%) | 785 (8,8%)    |
| Афроамериканци    | 50 (0,6%)     | 61 (0,7%)     |
| Азијати           | 33 (0,4%)     | 28 (0,3%)     |
| Хиспаноамериканци | 6.774 (75,7%) | 7.388 (82,6%) |
| Укупно            | 8.946         | 8.949         |